# Fuck

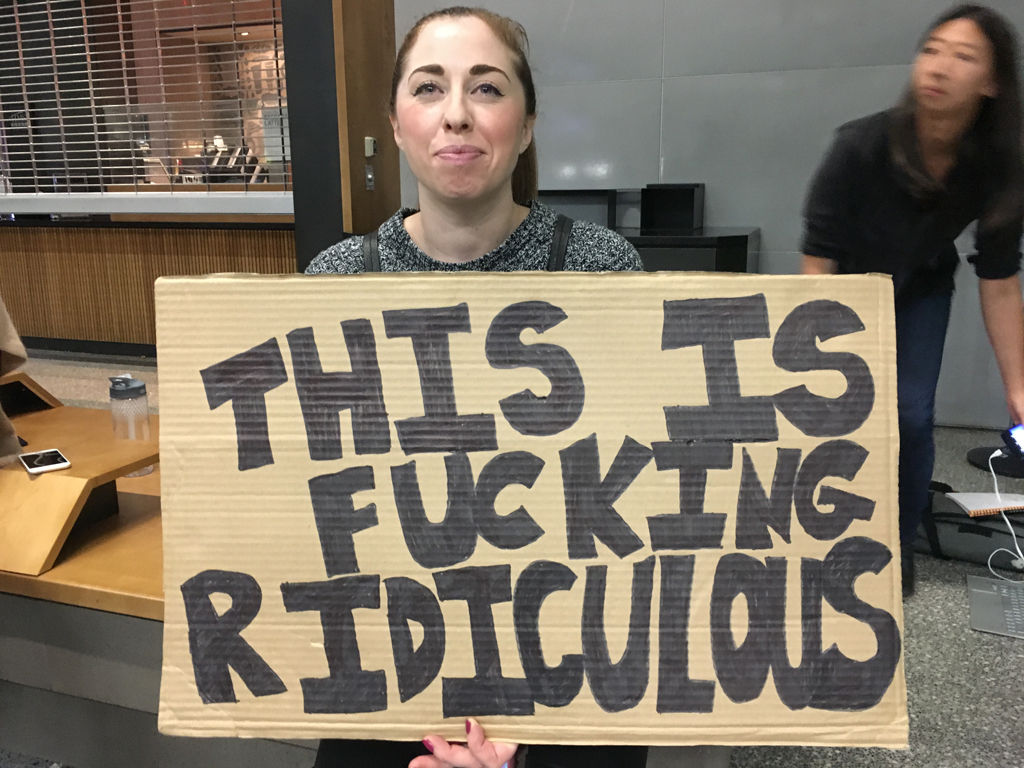
Uczestniczka protestu trzymająca baner z napisem This is fucking ridiculous (z ang. „to jest, kurwa, niedorzeczne”)

Fuck (wym. /fʌk/ ( odsłuchaj)) – wulgaryzm w języku angielskim oznaczający stosunek płciowy, wykorzystywany również jako przekleństwo wyrażające rozdrażnienie, pogardę lub niecierpliwość. Pochodzenie słowa jest niejasne, prawdopodobnie od praindoeuropejskiego *pewǵ- (uderzać). Pierwsze wystąpienie wyrazu odnotowane w 1310 roku, Oxford English Dictionary podaje też cytat z 1503 z formą „fukkit”, a we współczesnej formie w 1535 – A Satire of the Three Estates Davida Lyndsaya. Obecnie słowo „fuck” oraz powstałe od niego wyrazy pokrewne stosowane są w wielu funkcjach – jako rzeczowniki, czasowniki, przymiotniki, przysłówki i wykrzykniki a także źródłosłów innych wulgarnych terminów: „motherfucker”, „fuckwit” czy  „fucknut”.